# Formule 1 v roce 1966
XVII. Mistrovství světa jezdců a 9. ročník poháru konstruktérů zahájila 22. května Grand Prix Monaka a po 9 závodech 23. října při Grand Prix Mexika byl znám nový mistr světa. Mistrem světa pro rok 1966 se stal Jack Brabham a v Poháru konstruktérů zvítězil Brabham.

## Pohled na sezónu
Tato sezóna byla první sezónou "třílitrové formule", která oproti předchozí sezóně zdvojnásobila maximální objem motoru. Britští konstruktéři byli nuceni poohlédnout se po jiných motorech poté, co Climax odstoupil ze závodů. Ferrari se zdálo být stejně dobře připraveno jako v roce 1961, ale John Surtees po vítězství ve Velké ceně Belgie tým po sporu v Le Mans opustil a přestoupil ke Cooperu. Podle nových předpisů nebyly vozy, které absolvovaly méně než 90 % závodní vzdálenosti, klasifikovány a nedostávaly body, i když skončily v první šestce. Maximální délka závodu byla také zkrácena z 500 km na 400 km.
Jack Brabham získal svůj třetí a poslední titul mistra jezdců, tentokrát ve voze vlastní výroby s motorem Repco V8 australské konstrukce. Vítězstvím v šampionátu ve vlastním voze se Australan Brabham stal prvním a (od roku 2022) jediným jezdcem, který kdy vyhrál mistrovství světa ve voze nesoucím jeho vlastní jméno (použité modely BT19 a BT20 navrhl Brabhamův obchodní partner Ron Tauranac). Je to také poprvé v historii mistrovství světa sahající až do roku 1950, kdy šampionát vyhrál jiný než evropský nebo britský vůz. Přestože Jack Brabham i jeho týmový kolega, Novozélanďan Denny Hulme, odstoupili z úvodní Velké ceny Monaka (kterou vyhrál Jackie Stewart s vozem BRM), Brabham se svým motorem Repco na bázi Oldsmobile zaskočil ostatní týmy svou rychlostí a spolehlivostí. "Black Jack" skončil v Belgii čtvrtý a poté vyhrál svůj první závod od Velké ceny Portugalska 1960, když vyhrál Velkou cenu Francie v Remeši (poslední závod Formule 1 na okruhu Reims-Gueux). Poté vyhrál další tři Grand Prix v Británii, Holandsku a Německu, čímž si připsal čtyři vítězství v řadě a prakticky si zajistil třetí vítězství v šampionátu (do šampionátu se počítalo pouze pět nejlepších výsledků jezdce). Hulme skončil v šampionátu jezdců čtvrtý s 18 body za druhé místo v Británii a třetí místa ve Francii, Itálii a Mexiku, Brabham vyhrál Mezinárodní pohár výrobců F1 se 42 body, 11 bodů před druhým Ferrari.
Bruce McLaren (Bruce McLaren Motor Racing, z něhož se později stal úspěšný tým McLaren, jediný tým z roku 1966 kromě Ferrari, který od roku 2021 stále působí ve Formuli 1) a Dan Gurney (Anglo American Racers) napodobili Brabhama tím, že postavili vlastní vozy, i když zpočátku s malým úspěchem.
BRM a Lotus používaly po většinu sezóny dvoulitrové motory, protože jejich třílitrové konstrukce nebyly připraveny. Nový motor H16 od BRM byl většinou neúspěšný, ačkoli Jim Clark s ním ve svém Lotusu 43 zvítězil ve Watkins Glen. Mistr světa z roku 1964 John Surtees byl kromě Jacka Brabhama jediným jezdcem, který v sezóně vyhrál více než jeden závod. Vyhrál druhý závod ve Spa-Francorchamps s vozem Ferrari a později zvítězil v posledním závodě v Mexico City s vozem Cooper-Maserati V12. Italský jezdec Ferrari Ludovico Scarfiotti dal Tifosi důvod k radosti, když si se svým Ferrari 312 dojel pro vítězství ve Velké ceně Itálie v Monze. Ferrari mělo v Monze dvojnásobné oslavy, protože Scarfiottiho týmový kolega Mike Parkes skončil se ztrátou 5,8 sekundy na druhém místě a jen o 0,3 sekundy nestačil na třetího Dennyho Hulma.
V éře závodů Grand Prix, kdy se bezpečnost jezdců teprve začínala řešit, zemřel na následky zranění po srážce s Jackym Ickxem během Velké ceny Německa na Nürburgringu Brit John Taylor.
Během Velké ceny Belgie na mokrém okruhu Spa-Francorchamps o délce 14,120 km havaroval budoucí trojnásobný mistr světa Jackie Stewart se svým vozem BRM ve vysoké rychlosti na Masta Kink. Stewart ležel 25 minut uvězněný pod svým vozem v kaluži vytékajícího paliva, když si Graham Hill i Bob Bondurant (oba vyjeli z okruhu nedaleko) vypůjčili divácké nářadí, aby Skota vyprostili. Po své havárii se Stewart stal velkým zastáncem zlepšení bezpečnosti jezdců nejen ve Velkých cenách, ale v automobilových závodech obecně, například díky výrazně lepšímu zdravotnickému zázemí na trati, které ve Spa v době jeho havárie prakticky neexistovalo.
Jack Brabham se díky svému třetímu titulu mistra světa jezdců (po vítězstvích v letech 1959 a 1960) posunul na druhé místo v žebříčku šampionů jezdců za legendárního pětinásobného šampiona Juana Manuela Fangia. Dalším trojnásobným vítězem by Jackie Stewart, který získal tituly v letech 1969, 1971 a 1973.

## Týmy a jezdci
| Tým                         | Konstruktér         | Šasi       | Motor                                  | Pneumatiky       | Jezdec               | Závody      |
| --------------------------- | ------------------- | ---------- | -------------------------------------- | ---------------- | -------------------- | ----------- |
| Bruce McLaren Motor Racing  | McLaren-Ford        | M2B        | Ford 406 3.0 V8                        | Firestone        | Bruce McLaren        | 1, 8–9      |
| Bruce McLaren Motor Racing  | McLaren-Serenissima | M2B        | Serenissima M166 3.0 V8                | Firestone        | Bruce McLaren        | 2, 4–5      |
| Team Lotus                  | Lotus-Climax        | 33         | Climax FWMV 2.0 V8                     | Firestone        | Jim Clark            | 1–6         |
| Team Lotus                  | Lotus-Climax        | 33         | Climax FWMV 2.0 V8                     | Firestone        | Geki                 | 7           |
| Team Lotus                  | Lotus-Climax        | 33         | Climax FWMV 2.0 V8                     | Firestone        | Peter Arundell       | 8           |
| Team Lotus                  | Lotus-Climax        | 33         | Climax FWMV 2.0 V8                     | Firestone        | Pedro Rodríguez      | 3, 9        |
| Team Lotus                  | Lotus-BRM           | 43 33      | BRM P75 3.0 H16 BRM P60 2.0 V8         | Firestone        | Pedro Rodríguez      | 8           |
| Team Lotus                  | Lotus-BRM           | 43 33      | BRM P75 3.0 H16 BRM P60 2.0 V8         | Firestone        | Peter Arundell       | 2–7, 9      |
| Team Lotus                  | Lotus-BRM           | 43 33      | BRM P75 3.0 H16 BRM P60 2.0 V8         | Firestone        | Jim Clark            | 7–9         |
| Team Lotus                  | Lotus-Ford          | 44         | Ford Cosworth SCA 1.0 L4               | Dunlop           | Gerhard Mitter       | 6           |
| Team Lotus                  | Lotus-Ford          | 44         | Ford Cosworth SCA 1.0 L4               | Dunlop           | Pedro Rodríguez      | 6           |
| Team Lotus                  | Lotus-Ford          | 44         | Ford Cosworth SCA 1.0 L4               | Dunlop           | Piers Courage        | 6           |
| Reg Parnell Racing          | Lotus-BRM           | 33         | BRM P60 2.0 V8                         | Firestone        | Mike Spence          | Vše         |
| Reg Parnell Racing          | Ferrari             | 246        | Ferrari 228 2.4 V6                     | Firestone        | Giancarlo Baghetti   | 7           |
| Brabham Racing Organisation | Brabham-Repco       | BT19 BT20  | Repco 620 3.0 V8                       | Goodyear         | Jack Brabham         | Vše         |
| Brabham Racing Organisation | Brabham-Repco       | BT19 BT20  | Repco 620 3.0 V8                       | Goodyear         | Denny Hulme          | 3–9         |
| Brabham Racing Organisation | Brabham-Climax      | BT22       | Climax FPF 2.8 L4                      | Goodyear         | Denny Hulme          | 1–2         |
| Brabham Racing Organisation | Brabham-Climax      | BT22       | Climax FPF 2.8 L4                      | Goodyear         | Chris Irwin          | 4           |
| Cooper Car Company          | Cooper-Maserati     | T81        | Maserati 9/F1 3.0 V12                  | Dunlop           | Richie Ginther       | 1–2         |
| Cooper Car Company          | Cooper-Maserati     | T81        | Maserati 9/F1 3.0 V12                  | Dunlop           | Jochen Rindt         | Vše         |
| Cooper Car Company          | Cooper-Maserati     | T81        | Maserati 9/F1 3.0 V12                  | Dunlop           | Chris Amon           | 3           |
| Cooper Car Company          | Cooper-Maserati     | T81        | Maserati 9/F1 3.0 V12                  | Dunlop           | John Surtees         | 3–9         |
| Cooper Car Company          | Cooper-Maserati     | T81        | Maserati 9/F1 3.0 V12                  | Dunlop           | Moisés Solana        | 9           |
| Owen Racing Organisation    | BRM                 | P261 P83   | BRM P60 2.0 V8 BRM P75 3.0 H16         | Dunlop           | Graham Hill          | Vše         |
| Owen Racing Organisation    | BRM                 | P261 P83   | BRM P60 2.0 V8 BRM P75 3.0 H16         | Dunlop           | Jackie Stewart       | 1–2, 4–9    |
| R.R.C. Walker Racing Team   | Brabham-BRM         | BT11       | BRM P60 2.0 V8                         | Dunlop           | Jo Siffert           | 1           |
| R.R.C. Walker Racing Team   | Cooper-Maserati     | T81        | Maserati 9/F1 3.0 V12                  | Dunlop           | Jo Siffert           | 2–5, 7–9    |
| DW Racing Enterprises       | Brabham-Climax      | BT11       | Climax FPF 2.8 L4                      | Firestone        | Bob Anderson         | 1, 3–7      |
| Scuderia Ferrari SpA SEFAC  | Ferrari             | 246 312/66 | Ferrari 228 2.4 V6 Ferrari 218 3.0 V12 | Firestone Dunlop | Lorenzo Bandini      | 1–3, 5–8    |
| Scuderia Ferrari SpA SEFAC  | Ferrari             | 246 312/66 | Ferrari 228 2.4 V6 Ferrari 218 3.0 V12 | Firestone Dunlop | John Surtees         | 1–2         |
| Scuderia Ferrari SpA SEFAC  | Ferrari             | 246 312/66 | Ferrari 228 2.4 V6 Ferrari 218 3.0 V12 | Firestone Dunlop | Mike Parkes          | 3, 5–7      |
| Scuderia Ferrari SpA SEFAC  | Ferrari             | 246 312/66 | Ferrari 228 2.4 V6 Ferrari 218 3.0 V12 | Firestone Dunlop | Ludovico Scarfiotti  | 6–7         |
| Anglo-Suisse Racing Team    | Cooper-Maserati     | T81        | Maserati 9/F1 3.0 V12                  | Firestone        | Jo Bonnier           | 1–2, 5–9    |
| Anglo-Suisse Racing Team    | Brabham-Climax      | BT22       | Climax FPF 2.8 L4                      | Firestone        | Jo Bonnier           | 3           |
| Anglo-Suisse Racing Team    | Brabham-Climax      | BT7        | Climax FWMV 1.5 V8                     | Firestone        | Jo Bonnier           | 4           |
| Team Chamaco Collect        | BRM                 | P261       | BRM P60 2.0 V8                         | Goodyear         | Bob Bondurant        | 1–2, 4, 6–7 |
| Team Chamaco Collect        | BRM                 | P261       | BRM P60 2.0 V8                         | Goodyear         | Vic Wilson           | 2           |
| Phil Hill                   | Lotus-Climax        | 25         | Climax FWMV 1.5 V8                     | Firestone        | Phil Hill            | 1           |
| Phil Hill                   | McLaren-Ford        | M3A        | Ford 406 3.0 V8                        | Firestone        | Phil Hill            | 2           |
| Guy Ligier                  | Cooper-Maserati     | T81        | Maserati 9/F1 3.0 V12                  | Dunlop           | Guy Ligier           | 1–6         |
| Anglo American Racers       | Eagle-Climax        | Mk1        | Climax FPF 2.8 L4                      | Goodyear         | Dan Gurney           | 2–6, 9      |
| Anglo American Racers       | Eagle-Climax        | Mk1        | Climax FPF 2.8 L4                      | Goodyear         | Phil Hill            | 7           |
| Anglo American Racers       | Eagle-Climax        | Mk1        | Climax FPF 2.8 L4                      | Goodyear         | Bob Bondurant        | 8           |
| Anglo American Racers       | Eagle-Weslake       | Mk1        | Weslake 58 3.0 V12                     | Goodyear         | Dan Gurney           | 7–8         |
| Anglo American Racers       | Eagle-Weslake       | Mk1        | Weslake 58 3.0 V12                     | Goodyear         | Bob Bondurant        | 9           |
| David Bridges               | Brabham-BRM         | BT11       | BRM P60 2.0 V8                         | Goodyear         | John Taylor          | 3–6         |
| Shannon Racing Cars         | Shannon-Climax      | SH1        | Climax FPE 3.0 V8                      | Dunlop           | Trevor Taylor        | 4           |
| J.A. Pearce Engineering Ltd | Cooper-Ferrari      | T73        | Ferrari Tipo 168 3.0 V12               | Dunlop           | Chris Lawrence       | 4, 6        |
| Caltex Racing Team          | Brabham-Ford        | BT18       | Ford Cosworth SCA 1.0 L4               | Dunlop           | Kurt Ahrens Jr.      | 6           |
| Tyrrell Racing Organisation | Matra-BRM           | MS5        | BRM P80 1.0 L4                         | Dunlop           | Hubert Hahne         | 6           |
| Tyrrell Racing Organisation | Matra-Ford          | MS5        | Ford Cosworth SCA 1.0 L4               | Dunlop           | Jacky Ickx           | 6           |
| Roy Winkelmann Racing       | Brabham-Ford        | BT18       | Ford Cosworth SCA 1.0 L4               | Dunlop           | Hans Herrmann        | 6           |
| Roy Winkelmann Racing       | Brabham-Ford        | BT18       | Ford Cosworth SCA 1.0 L4               | Dunlop           | Alan Rees            | 6           |
| Matra Sports                | Matra-Ford          | MS5        | Ford Cosworth SCA 1.0 L4               | Dunlop           | Jo Schlesser         | 6           |
| Matra Sports                | Matra-Ford          | MS5        | Ford Cosworth SCA 1.0 L4               | Dunlop           | Jean-Pierre Beltoise | 6           |
| Silvio Moser                | Brabham-Ford        | BT16       | Ford Cosworth SCA 1.0 L4               | Dunlop           | Silvio Moser         | 6           |
| Honda R & D Company         | Honda               | RA273      | Honda RA273E 3.0 V12                   | Goodyear         | Richie Ginther       | 7–9         |
| Honda R & D Company         | Honda               | RA273      | Honda RA273E 3.0 V12                   | Goodyear         | Ronnie Bucknum       | 8–9         |
| Chris Amon Racing           | Brabham-BRM         | BT11       | BRM P60 1.9 V8                         | Dunlop           | Chris Amon           | 7           |
| Bernard White Racing        | BRM                 | P261       | BRM P60 1.9 V8                         | Dunlop           | Innes Ireland        | 8–9         |

## Závody započítávané do MS
| Datum              | Grand Prix                             | Náhled | Akce                | Jezdec              | Vůz                | Stav MS        |
| ------------------ | -------------------------------------- | ------ | ------------------- | ------------------- | ------------------ | -------------- |
| 1. GP 22. květen   | Monako Circuit de Monaco (Výsledky)    |        | Závod               | Jackie Stewart      | BRM P83            | Jackie Stewart |
| 1. GP 22. květen   | Monako Circuit de Monaco (Výsledky)    | Kolo   | Lorenzo Bandini     | Ferrari 246         |                    | Jackie Stewart |
| 1. GP 22. květen   | Monako Circuit de Monaco (Výsledky)    | Pole   | Jim Clark           | Lotus-Climax 33     |                    | Jackie Stewart |
| 2. GP 12. červen   | Belgie Spa-Francorchamps (Výsledky)    |        | Závod               | John Surtees        | Ferrari 246        | John Surtees   |
| 2. GP 12. červen   | Belgie Spa-Francorchamps (Výsledky)    | Kolo   | John Surtees        | Ferrari 246         |                    | John Surtees   |
| 2. GP 12. červen   | Belgie Spa-Francorchamps (Výsledky)    | Pole   | John Surtees        | Ferrari 246         |                    | John Surtees   |
| 3. GP 3. červenec  | Francie Remeš (Výsledky)               |        | Závod               | Jack Brabham        | Brabham-Repco BT20 | Jack Brabham   |
| 3. GP 3. červenec  | Francie Remeš (Výsledky)               | Kolo   | Lorenzo Bandini     | Ferrari 246         |                    | Jack Brabham   |
| 3. GP 3. červenec  | Francie Remeš (Výsledky)               | Pole   | Lorenzo Bandini     | Ferrari 246         |                    | Jack Brabham   |
| 4. GP 16. červenec | Velká Británie Brands Hatch (Výsledky) |        | Závod               | Jack Brabham        | Brabham-Repco BT20 | Jack Brabham   |
| 4. GP 16. červenec | Velká Británie Brands Hatch (Výsledky) | Kolo   | Jack Brabham        | Brabham-Repco BT20  |                    | Jack Brabham   |
| 4. GP 16. červenec | Velká Británie Brands Hatch (Výsledky) | Pole   | Jack Brabham        | Brabham-Repco BT20  |                    | Jack Brabham   |
| 5. GP 24. červenec | Nizozemsko Zandvoort (Výsledky)        |        | Závod               | Jack Brabham        | Brabham-Repco BT20 | Jack Brabham   |
| 5. GP 24. červenec | Nizozemsko Zandvoort (Výsledky)        | Kolo   | Denny Hulme         | Brabham-Repco BT20  |                    | Jack Brabham   |
| 5. GP 24. červenec | Nizozemsko Zandvoort (Výsledky)        | Pole   | Jack Brabham        | Brabham-Repco BT20  |                    | Jack Brabham   |
| 6. GP 7. srpen     | Německo Nürburgring (Výsledky)         |        | Závod               | Jack Brabham        | Brabham-Repco BT20 | Jack Brabham   |
| 6. GP 7. srpen     | Německo Nürburgring (Výsledky)         | Kolo   | John Surtees        | Ferrari 246         |                    | Jack Brabham   |
| 6. GP 7. srpen     | Německo Nürburgring (Výsledky)         | Pole   | Jim Clark           | Lotus-Climax 33     |                    | Jack Brabham   |
| 7. GP 7. srpen     | Itálie Monza (Výsledky)                |        | Závod               | Ludovico Scarfiotti | Ferrari 246        | Jack Brabham   |
| 7. GP 7. srpen     | Itálie Monza (Výsledky)                | Kolo   | Ludovico Scarfiotti | Ferrari 246         |                    | Jack Brabham   |
| 7. GP 7. srpen     | Itálie Monza (Výsledky)                | Pole   | Mike Parkes         | Ferrari 246         |                    | Jack Brabham   |
| 8. GP 2. říjen     | USA Watkins Glen (Výsledky)            |        | Závod               | Jim Clark           | Lotus-Climax 33    | Jack Brabham   |
| 8. GP 2. říjen     | USA Watkins Glen (Výsledky)            | Kolo   | John Surtees        | Lotus-Climax 33     |                    | Jack Brabham   |
| 8. GP 2. říjen     | USA Watkins Glen (Výsledky)            | Pole   | Jack Brabham        | Brabham-Repco BT20  |                    | Jack Brabham   |
| 9. GP 23. říjen    | Mexiko Hermanos Rodríguez (Výsledky)   |        | Závod               | John Surtees        | Ferrari 246        | Jack Brabham   |
| 9. GP 23. říjen    | Mexiko Hermanos Rodríguez (Výsledky)   | Kolo   | Richie Ginther      | BRM P261            |                    | Jack Brabham   |
| 9. GP 23. říjen    | Mexiko Hermanos Rodríguez (Výsledky)   | Pole   | John Surtees        | Ferrari 246         |                    | Jack Brabham   |

### Monako
První závod mistrovství světa nové formule s třílitrovým motorem se jel v Monaku. Jen málo týmů bylo na nové předpisy připraveno, několik týmů startovalo do závodu s motory z roku 1965, nebo si na ně upravilo těžší motory pro sportovní vozy.
Některé tréninky byly natočeny pro film Grand Prix. Byl to premiérový závod závodního týmu McLaren a osmiválce Repco na novém podvozku Brabham BT19 z roku 1966. Tým McLaren debutoval nikoliv v tradičních novozélandských závodních barvách zelené, černé a stříbrné, ale v bílé a zelené, aby režisér Grand Prix John Frankenheimer mohl ve filmu použít McLaren jako dvojníka fiktivních vozů Yamura. 1 John Surtees, ačkoliv se stále zotavoval z havárie v Mosport Parku, vedl 14 kol před Jackie Stewartem, Jochenem Rindtem a Dennym Hulmem, dokud se mu neporouchal diferenciál a nepředal vedení Stewartovi. Hulme odstoupil, zatímco Graham Hill a Jim Clark se přetahovali o třetí místo, než Clarkovi vypovědělo službu zavěšení. Lorenzo Bandini mezitím překonával rekord kola, než musel zvolnit, aby se neopotřebovaly přední brzdy. Stewart zvítězil před Bandinim, Graham Hill byl třetí a Bob Bondurant čtvrtý, což byl jediný vůz, který projel cílem v extrémním závodě. Nová pravidla znamenala, že vozy musely dokončit 90 % závodní vzdálenosti, aby byly klasifikovány a měly nárok na body, což znamenalo, že zatímco Guy Ligier a Jo Bonnier stále závodili, byli považováni za dostatečně pozadu na to, aby skutečně odstoupili. Tento závod dodnes drží rekord v nejmenším počtu klasifikovaných jezdců v jednom závodě v historii Formule 1.

### Belgie
Délka závodu byla oproti předchozímu ročníku zkrácena z 32 na 28 kol. Více než polovina závodního pole vypadla v prvním kole kvůli silnému dešti a na startu druhého kola zůstalo jen sedm závodníků. Čtyři jezdci vyjeli a havarovali v prudké zatáčce Burnenville, kde byla silná dešťová stěna. Jo Bonnier havaroval se svým Cooperem T81, který zůstal balancovat na parapetu, přední polovina vozu ve vzduchu. BRM P261 Jackieho Stewarta narazil do telefonního sloupu a poté přistál v příkopu v Masta Kink, což vedlo k tomu, že zůstal na 25 minut uvězněn ve svém BRM vzhůru nohama, do poloviny pasu v palivu. Grahamu Hillovi a Bobu Bondurantovi, kteří vyjeli poblíž Stewarta, se ho podařilo zachránit pomocí diváckého nářadí. Jack Brabham dostal se svým vozem Brabham BT19 při výjezdu z Masta Kink v rychlosti 135 km/h smyk, ale získal zpět kontrolu nad vozem a vrátil se do závodu. Na trati bylo tolik vody, že se dostala do motoru Climaxu v Lotusu 33 Jima Clarka a zaplavila ho, takže i on vypadl v prvním kole. Celé první kolo se jelo pod zelenými vlajkami.
Závod byl natočen pro film Grand Prix. Osmiminutový úsek filmu z roku 1966 využívá kombinaci živých záběrů a zinscenovaných závodních scén. Na živých záběrech jsou v akci Surtees, Bonnier, Bandini, Ligier, Clark a Gurney. Surtees ve scéně dubluje fiktivního Jeana-Pierra Sartiho, zatímco Bandini dubluje fiktivního Nina Barliniho. Film si dává pozor, aby nezachytil Jackieho Stewarta v akci, protože dubluje fiktivní postavu Scotta Stoddarda, který se v této fázi filmu zotavuje z téměř smrtelné havárie na začátku sezóny, i když to bylo poměrně snadné, protože Stewart havaroval v prvním kole. Bílá "Yamura" Jamese Garnera, přelakovaný McLaren, se ve skutečném závodě neobjevila a scény, v nichž se objevuje, jsou součástí inscenovaného natáčení závodu.
Kvůli odstoupení McLarenu musel být vůz Boba Bonduranta přes noc přebarven na bílo, aby mohly být natočeny skutečné záběry s vozem "Yamura". Kromě toho bylo Philu Hillovi umožněno absolvovat jedno kolo na trati s vozem, který měl na přídi připevněnou kameru. Podařilo se mu vyhnout se celému masakru v prvním kole a mohl pořídit snímky z této scény.
Po nehodě v tomto závodě zahájil Jackie Stewart své úsilí o bezpečnější závodění, které pokračovalo po celá desetiletí; zejména poté, co jeho vliv jako závodníka Formule 1 vzrostl během následujících sedmi sezón, kdy v tomto sportu závodil.

### Francie
Jim Clark nestartuje, protože se zotavuje z nehody, při které ho během tréninku zasáhl pták do oka. Kvalifikace byla pevně v rukou Ferrari a zejména Lorenza Bandiniho, který s třílitrovým vozem 312/66 zajel pole position v čase 2:07,8 s průměrnou rychlostí 146,112 mph (233,780 km/h). Po startu Bandini náležitě vedl a Jack Brabham s vozem BT19, kterému se později začalo přezdívat "Old Nail" a který měl o něco nižší rychlost na rovince, se chvíli držel v jeho závěsu. Mike Parkes, který u Ferrari vystřídal Johna Surteese, si vedl dobře a svedl souboj o třetí místo s Grahamem Hillem, který se stal druhým, když Hillovi praskla vačková hřídel. Když Ital musel odstoupit kvůli prasklé plynové spojce, Brabham v cíli obsadil první místo - své první vítězství od Velké ceny Portugalska 1960 a stal se prvním jezdcem, který vyhrál Velkou cenu šampionátu ve vlastním voze. Byl to také vůbec poslední závod v Reims-Gueux, původním místě konání Velké ceny Francie formule 1.
Mistr světa z roku 1950 Nino Farina zemřel při autonehodě, když se jel na tento závod podívat.

### Velká Británie
Brabham a Hill svedli na startu souboj, dokud na okruh nepřišla dešťová bouře. Zatímco Brabham si udržoval vedení, Rindt, který přezul na pneumatiky do deště, ho rychle doháněl, zatímco John Surtees na Cooperu byl třetí, s velkým odstupem od zbytku pole. Hill a Jim Clark pak bojovali o druhé a třetí místo, až Clark zajel do boxů a Hulme převzal druhé místo. Když déšť oschl, Rindt se propadl zpět. Surtees odstoupil s mechanickými problémy a Clark zůstal čtvrtý. Brabham řádně vedl domů týmového kolegu Hulmea, Hilla, Clarka, Rindta a Bruce McLarena.

### Nizozemsko
Závod potřetí v řadě vyhrál australský jezdec, mistr světa z let 1959 a 1960, Jack Brabham s vozem Brabham BT19. Brabham na cestě za svým druhým vítězstvím ve Velké ceně Nizozemska, které přidal k vítězství z roku 1960, obkroužil závodní pole. Druhý skončil britský jezdec, mistr světa z roku 1962 Graham Hill s vozem BRM P261, který dojel o kolo před zbytkem startovního pole. Úřadující mistr světa Jim Clark s vozem Lotus 33 získal své první letošní umístění na stupních vítězů poté, co v počátečních fázích závodu sváděl souboj s Brabhamovými, dokonce vedl a odjížděl, než ho postihla porucha vodního čerpadla, která ho vrátila o dvě kola zpět.
Brabhamovo vítězství zvýšilo jeho bodový náskok před Hillem na 16 bodů, Hillův týmový kolega z BRM Jackie Stewart byl o dva body dál.

### Německo
Na další mokré trati se po celý závod odehrával souboj mezi Jackem Brabhamem a Johnem Surteesem. Teprve když dvě kola před koncem selhala Cooperovi spojka, měl Australan vítězství jisté. Jim Clark, přestože se kvalifikoval z pole position, udělal chybu a po použití špatných pneumatik sjel do příkopu. Při mnohem vážnější havárii se poblíž mostu mezi Quiddelbacherem a Flugplatzem srazily Matra MS5 Jackyho Ickxe s vozem Tyrrell a soukromě startující Brabham BT11 Johna Taylora. Taylor byl při nehodě těžce popálen a o čtyři týdny později svým zraněním podlehl.
Tento závod byl posledním závodem Formule 1 na původní trati Nürburgring Nordschleife před přidáním šikany Hohenrain, která měla zpomalit vozy přijíždějící do boxů.

### Itálie
Jack Brabham byl největším favoritem šampionátu - zastavit ho mohl pouze John Surtees, a to ještě jen vítězstvím ve všech třech zbývajících závodech. V tom mu zabránil působivý výkon jeho bývalých zaměstnavatelů z Ferrari na jejich domácím okruhu. Honda přivezla nový třílitrový motor V12 o výkonu 370 k pro Richieho Ginthera, zatímco Dan Gurney měl svůj motor Weslake a Graham Hill měl BRM H16. Lorenzo Bandini a Mike Parkes vedli od startu, zatímco Hillovi vypověděl službu motor v prvním kole, následován Jackie Stewartem v 5. kole s únikem paliva a poté Brabhamem v 8. kole s poruchou motoru, která pokryla vůz olejem. Jim Clark s Lotusem H16 se silně prodíral závodním polem. V 17. kole měl Richie Ginther děsivou nehodu, těžce narazil do stromů a měl velké štěstí, že vyvázl bez zranění. Jakmile Clark zajel do boxů, Ludovico Scarfiotti, Parkes, Surtees a Hill se přetahovali o vedení, dokud Surtees neodstoupil s prasklou benzínovou nádrží, ze které mu tekl benzín na pneumatiky a ukončil jeho šance na titul. Denny Hulme se probojoval přes pole na třetí místo. Závod však patřil Scarfiottimu, který se stal prvním Italem, který vyhrál za Ferrari v Monze od Alberta Ascariho v roce 1952. Radost Ferrari dovršil Parkes, který o 0,3 sekundy předstihl Hulmeho a získal druhé místo. Uprostřed všech oslav byl Jack Brabham korunován šampionem. Kromě tří vozů NART v roce 1969 byl tento závod posledním, kdy se vozu Ferrari zúčastnil soukromý tým, když Giancarlo Baghetti řídil soukromý vůz přihlášený britským týmem Reg Parnell.

### USA
V roce 1966, kdy se většina týmů potýkala s problémy s novou třílitrovou formulí, vyhrál Jack Brabham mistrovství světa s elegantním, jednoduchým a lehkým podvozkem Brabham BT19. Pro Australana to byl třetí titul mezi jezdci a první, který získal s vozem vlastní výroby. Ale byl to Lotus Jima Clarka s výkonným, obvykle nespolehlivým motorem BRM H16, který ve Watkins Glen projel cílem jako první. Clark zdědil vedení po odstoupení Lorenza Bandiniho a Brabhama, dojel o celé kolo před Rakušanem Jochenem Rindtem a zaznamenal jediné vítězství nešťastného vozu H16.
V tomto roce společnost Watkins Glen Grand Prix Corporation upustila od tradičního systému startovních peněz a místo toho nabídla ceny v rozmezí od 20 000 dolarů za první místo do 2 800 dolarů za dvacáté místo. Celková částka 102 400 dolarů byla snadno nejbohatší v mistrovství světa a výše první ceny byla vyšší než první ceny všech ostatních závodů dohromady. "100 000 dolarů bylo v té době magické číslo," řekl ředitel závodu Cameron Argetsinger. "Pro americké sportovní fanoušky to bylo číslo, které znamenalo 'první liga'." Nadšené přijetí této dohody manažery a majiteli evropských týmů znamenalo pro establishment Grand Prix obrovskou filozofickou změnu ve způsobu propagace závodního mítinku.
Díky systému prize money bylo dvojnásob důležité dojet do cíle a Clark měl v úmyslu použít spolehlivější dvoulitrový motor Climax, dokud nezjistil, jak rychlý může být H16. Bandiniho Ferrari bylo prvním vozem, který v Glenu překonal hranici 120 km/h, když dosáhl času 1:08,67 min. John Surtees, který nyní sedlá Cooper poté, co v polovině sezóny opustil tým Ferrari, a Graham Hill byli jedinými dalšími jezdci, kteří se v pátek dostali pod hranici 1:09.
V závěrečných minutách sobotního tréninku si Brabham vyjel pole position s časem 1:08,42 a Clark se k němu připojil v první řadě s časem 1:08,53. Ihned po zapsání svého nejlepšího času Clark uslyšel za svými zády ránu, a když zastavil v boxech, z výfuku vozu H16 kapal olej. Tým BRM nabídl hodně používaný náhradní motor H16 a mechanici Lotusu pracovali do noci na jeho montáži do Clarkova závodního vozu.
V neděli bylo chladno, ale sucho, a mezi 75 000 diváky byli i herci James Garner (Pete Aron), Toširó Mifune (pan Yomura) a Jessica Walterová (Pat Stoddardová) a režisér John Frankenheimer, kteří byli v závěrečné fázi tvorby filmu Grand Prix. Ještě hodinu před startem si Clark nebyl jistý, s jakým vozem do závodu nastoupí. Nakonec si vybral typ 43 s náhradním vozem BRM H16 a i z něj na figuríně na startovním roštu vytékal olej, než ho posádka dotáhla a on začal své zahřívací kolo. Při vlajce Bandini poskočil z druhé řady do vedení před Clarka, Richieho Ginthera, Brabhama, Surteese, Jackieho Stewarta, Hilla a Dennyho Hulma.
Ginther začal okamžitě ustupovat, zatímco Brabham našel svůj rytmus a posunul se vzhůru, ve čtvrtém kole se dotáhl na Clarka v "devadesátce" a v desátém kole pak na Bandiniho. Surtees se také dostal kolem Clarka na třetí místo a připojil se k vedoucí dvojici, když v 16. kole narazili na Lotus Petera Arundella. Brabham a Bandini se dostali před "devadesátku", ale Surtees zůstal vzadu. Pokusil se Arundella objet na boxové rovince a znovu v The Esses, ale když se k němu přiblížil, vozy se dotkly a oba sklouzly po trávě a pak zamířily do boxů. Surtees skutečně zajel do boxů Lotusu, aby se střetl s Arundellem, a mechanici Lotusu ho museli zadržet. Poté, co tam ztratil několik minut, se vrátil na třinácté místo se ztrátou dvou a půl kola.
Ve 20. kole Bandini získal zpět vedení od Brabhama a začal se mu vzdalovat, až mu náhle ve 34. kole vysadil motor a Brabham se ocitl sám s velkým náskokem před Clarkem. Surtees byl mezitím stále podrážděný po souboji s Arundellem a byl nejrychlejším vozem na trati. Jednou se odpoutal a ve 31. kole zajel nejrychlejší kolo závodu. Těsně za polovinou trati, v 55. kole, vysadil motor také Brabhamovi. Clark se překvapivě ocitl v čele, téměř o minutu před Rindtovým Cooperem. Surtees pokračoval ve svém útoku, podruhé se odlepil od země a předjel Bruce McLarena a Jo Sifferta o třetí místo.
Clark byl po zbytek cesty neohrožený a dojel si pro jediné vítězství, které kdy motor BRM H16 zaznamenal. Když Rindt dojel o dvě minuty a 28,5 sekundy později a došla mu zásoba paliva, jeho poslední kolo se nepočítalo, protože bylo více než dvakrát delší než čas vedoucího jezdce. I tak si udržel druhé místo, a to ve stejném kole jako jeho týmový kolega Surtees, který byl třetí. Toto vítězství - Clarkovo první v tomto roce - ukončilo tříletou šňůru Grahama Hilla v Glenu, ale znamenalo čtvrtý rok v řadě, kdy motor BRM vyhrál americkou Grand Prix. Ačkoli Brabham-Repco nezískal žádné body, vyhrál Mezinárodní pohár konstruktérů Formule 1 s jedním závodem.

### Mexiko
John Surtees dominoval a získal své první vítězství od přestupu od Ferrari ke Cooperu v polovině sezóny. V 6. kole převzal vedení od Jacka Brabhama a už ho nikdo neohrozil. Po problémech Jima Clarka s převodovkou a odstoupení obou vozů BRM zůstal jediným soupeřem Richie Ginther. I on však měl mechanické problémy a odstoupil. Brabham v závěru závodu zabral a přiblížil se k němu, ale Surtees celé pole dotáhl až na druhé místo. První rok třílitrových motorů přinesl vítězství pěti různým značkám vozů s pěti různými motory.

## Konečné hodnocení Mistrovství světa

### Pohár jezdců
| Poř.                                                                           | Jezdci               | MON | BEL | FRA | GBR | NED | GER  | ITA | USA | MEX | Body    |
| ------------------------------------------------------------------------------ | -------------------- | --- | --- | --- | --- | --- | ---- | --- | --- | --- | ------- |
| 1                                                                              | Jack Brabham         | Ret | (4) | 1   | 1   | 1   | 1    | Ret | Ret | 2   | 42 (45) |
| 2                                                                              | John Surtees         | Ret | 1   | Ret | Ret | Ret | 2    | Ret | 3   | 1   | 28      |
| 3                                                                              | Jochen Rindt         | Ret | 2   | 4   | (5) | Ret | 3    | 4   | 2   | Ret | 22 (24) |
| 4                                                                              | Denny Hulme          | Ret | Ret | 3   | 2   | Ret | Ret  | 3   | Ret | 3   | 18      |
| 5                                                                              | Graham Hill          | 3   | Ret | Ret | 3   | 2   | 4    | Ret | Ret | Ret | 17      |
| 6                                                                              | Jim Clark            | Ret | Ret | DNS | 4   | 3   | Ret  | Ret | 1   | Ret | 16      |
| 7                                                                              | Jackie Stewart       | 1   | Ret |     | Ret | 4   | 5    | Ret | Ret | Ret | 14      |
| 8                                                                              | Mike Parkes          |     |     | 2   |     | Ret | Ret  | 2   |     |     | 12      |
| =                                                                              | Lorenzo Bandini      | 2   | 3   | NC  |     | 6   | 6    | Ret | Ret |     | 12      |
| 10                                                                             | Ludovico Scarfiotti  |     |     |     |     |     | Ret  | 1   |     |     | 9       |
| 11                                                                             | Richie Ginther       | Ret | 5   |     |     |     |      | Ret | Ret | 4   | 5       |
| 12                                                                             | Dan Gurney           |     | NC  | 5   | Ret | Ret | 7    | Ret | Ret | 5   | 4       |
| =                                                                              | Mike Spence          | Ret | Ret | Ret | Ret | 5   | Ret  | 5   | Ret | DNS | 4       |
| 14                                                                             | Bob Bondurant        | 4   | Ret |     | 9   |     | Ret  | 7   | DSQ | Ret | 3       |
| =                                                                              | Jo Siffert           | Ret | Ret | Ret | NC  | Ret |      | Ret | 4   | Ret | 3       |
| =                                                                              | Bruce McLaren        | Ret | DNS |     | 6   | DNS |      |     | 5   | Ret | 3       |
| 17                                                                             | Peter Arundell       |     | DNS | Ret | Ret | Ret | 12   | 8   | 6   | 7   | 1       |
| =                                                                              | Jo Bonnier           | NC  | Ret | NC  | Ret | 7   | Ret  | Ret | NC  | 6   | 1       |
| =                                                                              | Bob Anderson         | Ret |     | 7   | NC  | Ret | Ret  | 6   |     |     | 1       |
| =                                                                              | John Taylor          |     |     | 6   | 8   | 8   | Ret  |     |     |     | 1       |
| —                                                                              | Chris Irwin          |     |     |     | 7   |     |      |     |     |     | 0       |
| —                                                                              | Ronnie Bucknum       |     |     |     |     |     |      |     | Ret | 8   | 0       |
| —                                                                              | Chris Amon           |     |     | 8   |     |     |      | DNQ |     |     | 0       |
| —                                                                              | Guy Ligier           | NC  | NC  | NC  | 10  | 9   | DNS  |     |     |     | 0       |
| —                                                                              | Geki                 |     |     |     |     |     |      | 9   |     |     | 0       |
| —                                                                              | Chris Lawrence       |     |     |     | 11  |     | Ret  |     |     |     | 0       |
| —                                                                              | Giancarlo Baghetti   |     |     |     |     |     |      | NC  |     |     | 0       |
| —                                                                              | Pedro Rodríguez      |     |     | Ret |     |     | Ret1 |     | Ret | Ret | 0       |
| —                                                                              | Innes Ireland        |     |     |     |     |     |      |     | Ret | Ret | 0       |
| —                                                                              | Trevor Taylor        |     |     |     | Ret |     |      |     |     |     | 0       |
| —                                                                              | Moisés Solana        |     |     |     |     |     |      |     |     | Ret | 0       |
| —                                                                              | Phil Hill            | DNS | Ret |     |     |     |      | DNQ |     |     | 0       |
| —                                                                              | Vic Wilson           |     | DNS |     |     |     |      |     |     |     | 0       |
| Jezdci, kteří nemají nárok na body Formule 1, protože jezdili s vozy Formule 2 |                      |     |     |     |     |     |      |     |     |     |         |
| —                                                                              | Jean-Pierre Beltoise |     |     |     |     |     | 8    |     |     |     |         |
| —                                                                              | Hubert Hahne         |     |     |     |     |     | 9    |     |     |     |         |
| —                                                                              | Jo Schlesser         |     |     |     |     |     | 10   |     |     |     |         |
| —                                                                              | Hans Herrmann        |     |     |     |     |     | 11   |     |     |     |         |
| —                                                                              | Piers Courage        |     |     |     |     |     | Ret  |     |     |     |         |
| —                                                                              | Alan Rees            |     |     |     |     |     | Ret  |     |     |     |         |
| —                                                                              | Kurt Ahrens Jr.      |     |     |     |     |     | Ret  |     |     |     |         |
| —                                                                              | Jacky Ickx           |     |     |     |     |     | Ret  |     |     |     |         |
| —                                                                              | Silvio Moser         |     |     |     |     |     | DNS  |     |     |     |         |
| —                                                                              | Gerhard Mitter       |     |     |     |     |     | DNS  |     |     |     |         |
| Poř.                                                                           | Jezdci               | MON | BEL | FRA | GBR | NED | GER  | ITA | USA | MEX | Body    |

### Pohár konstruktérů
| Poř. | Konstruktéři        | MON | BEL | FRA | GBR | NED | GER | ITA | USA | MEX | Body    |
| ---- | ------------------- | --- | --- | --- | --- | --- | --- | --- | --- | --- | ------- |
| 1    | Brabham-Repco       | Ret | (4) | 1   | 1   | 1   | 1   | (3) | Ret | 2   | 42 (49) |
| 2    | Ferrari             | 2   | 1   | 2   |     | 6   | (6) | 1   | Ret |     | 31 (32) |
| 3    | Cooper-Maserati     | NC  | 2   | 4   | (5) | 7   | 2   | (4) | 2   | 1   | 30 (35) |
| 4    | BRM                 | 1   | Ret | Ret | 3   | 2   | 4   | 7   | Ret | Ret | 22      |
| 5    | Lotus-BRM           | Ret | Ret | Ret | Ret | 5   | 12  | 5   | 1   | 7   | 13      |
| 6    | Lotus-Climax        | Ret | Ret | Ret | 4   | 3   | Ret | 9   | 6   | Ret | 8       |
| 7    | Eagle-Climax        |     | NC  | 5   | Ret | Ret | 7   | DNQ | DSQ | 5   | 4       |
| 8    | Honda               |     |     |     |     |     |     | Ret | NC  | 4   | 3       |
| 9    | McLaren-Ford        | Ret | Ret |     |     |     |     |     | 5   | Ret | 2       |
| 10   | Brabham-Climax      | Ret | Ret | 7   | 7   | Ret | Ret | 6   |     |     | 1       |
| =    | Brabham-BRM         | Ret |     | 6   | 8   | 8   | Ret | DNQ |     |     | 1       |
| =    | McLaren-Serenissima |     | DNS |     | 6   | DNS |     |     |     |     | 1       |
| —    | Cooper-Ferrari      |     |     |     | 11  |     | Ret |     |     |     | 0       |
| —    | Eagle-Weslake       |     |     |     |     |     |     | Ret | Ret | Ret | 0       |
| —    | Shannon-Climax      |     |     |     | Ret |     |     |     |     |     | 0       |
| Poř. | Konstruktéři        | MON | BEL | FRA | GBR | NED | GER | ITA | USA | MEX | Body    |

## Závody nezapočítávané do MS
| Závod                     | Okruh         | Datum      | Vítěz        | Konstruktér   | Výsledek |
| ------------------------- | ------------- | ---------- | ------------ | ------------- | -------- |
| South African Grand Prix  | Prince George | 1. ledna   | Mike Spence  | Lotus-Climax  | Výsledek |
| Grand Prix Syrakus        | Syrakusy      | 1. května  | John Surtees | Ferrari       | Výsledek |
| BRDC International Trophy | Silverstone   | 14. května | Jack Brabham | Brabham-Repco | Výsledek |
| International Gold Cup    | Oulton Park   | 17. září   | Jack Brabham | Brabham-Repco | Výsledek |